# Bộ Tư lệnh Vùng 2 Hải quân nhân dân Việt Nam
Bộ Tư lệnh Vùng 2 Hải quân  trực thuộc Quân chủng Hải quân là Bộ Tư lệnh tác chiến hải quân độc lập quản lý và bảo vệ vùng biển từ Nam Bình Thuận đến Bạc Liêu và thềm lục địa phía Nam, trong đó có khu vực trọng điểm là vùng biển có các cụm kinh tế - khoa học - dịch vụ (gọi tắt là DK1) thuộc thềm lục địa phía Nam, gồm có các tỉnh: phía Nam của Bình Thuận, Bà Rịa - Vũng Tàu, Thành phố Hồ Chí Minh, Tiền Giang, Bến Tre, Trà Vinh, Sóc Trăng, Bạc Liêu, và vùng biển phía Đông Nam của tỉnh Cà Mau (bao gồm cả nhà giàn DK1/10 ở bãi ngầm Cà Mau).

## Lịch sử hình thành
- Ngày 19 tháng 3 năm 2009, thành lập Vùng 2 Hải quân thuộc Quân chủng Hải quân.
- Ngày 14 tháng 1 năm 2011, nâng cấp Bộ Chỉ huy Vùng 2 Hải quân thành Bộ Tư lệnh Vùng 2 Hải quân.[4]

## Lãnh đạo hiện nay
Tư lệnh: Đại tá Nguyễn Văn Quán(nguyên Phó Tư lệnh Tham mưu trưởng BTL Vùng 2 HQ)
Chính ủy: Đại tá Trần Mạnh Chiến (nguyên phó Chính ủy Vùng Hải quân 2)
Phó Tư lệnh - TMT: Thượng tá Phạm Văn Sơn (nguyên Lữ đoàn trưởng Lữ Đoàn 162 - Vùng 4 Hải quân)
Phó Tư lệnh: Đại tá Phạm Quyết Tiến 
Phó Tư lệnh: Thượng tá Triệu Thanh Tùng 
Phó Chính ủy: Đại tá Đỗ Hồng Duyên (nguyên Chủ nhiệm Chính trị - Vùng 2 Hải quân, nguyên Chính ủy Lữ đoàn Tàu pháo - Tên lửa 167)

## Tổ chức
- Phòng Tham mưu
- Phòng Chính trị
- Phòng Hậu cần-Kỹ thuật
- Ban Tài chính
- Lữ đoàn Tàu chiến 171
- Lữ đoàn Vận tải 125
- Lữ đoàn Tàu pháo - Tên lửa 167
- Lữ đoàn Tên lửa bờ 681
- Trung đoàn Radar 251
- Tiểu đoàn DK1
- Trung tâm Bảo đảm kỹ thuật
- Trung tâm Huấn luyện Vùng

## Tư lệnh qua các thời kỳ
- -2014, Phạm Xuân Điệp, Chuẩn Đô đốc (2012), Phó Tư lệnh Quân chủng Hải quân (2014- nay)
- 2014-7.2017,[5] Lương Việt Hùng, Chuẩn Đô đốc (2015)[6], Phó Tư lệnh Quân chủng Hải quân (7.2017 - nay)
- 7.2017- 2020, Phạm Khắc Lượng, Chuẩn Đô đốc (2018), nguyên Phó Tư lệnh- TMT Vùng 2
- 2020- 5/2024 Nguyễn Anh Tuấn, Chuẩn Đô đốc
- 5/2024 - 5/2025 Lê Bá Quân, Chuẩn Đô đốc
- 5/2025 - nay Nguyễn Văn Quán, Đại tá, nguyên Phó Tư lệnh - TMT Vùng 2

## Chính ủy qua các thời kỳ
- Mai Tiến Tuyên, Chuẩn Đô Đốc
- 2016- 2019, Nguyễn Phong Cảnh, Chuẩn Đô Đốc
- 2019- 12/2021, Đỗ Văn Yên, Chuẩn Đô Đốc
- 2021- 2024 Vũ Anh Tuấn, Đại tá
- 2024 - nay, Trần Mạnh Chiến, Đại tá